# Božići (Srebrenica, BiH)
Božići su naselje u općini Srebrenica, Republika Srpska, BiH.

## Stanovništvo
Prema nacionalni sastav stanovništva 1991. godine, svih 150 stanovnika bilo je srpske nacionalnosti.